# Bataille de Tylliria

La bataille de Tylliria ou bataille de Kókkina est une bataille entre la Garde nationale chypriote composée de Chypriotes grecs et des forces paramilitaires chypriotes turques autour de l'actuelle exclave de Kókkina, au nord-ouest de l'île de Chypre et face à la Turquie dans le Bassin Levantin.

## Contexte
L'île est indépendante depuis 1960 mais est régie par une Constitution influencée par les puissances étrangères signataires du traité de garantie et qui garantit un poids politique disproportionné à la minorité chypriote turque. L'opposition des deux communautés chypriotes s'est accentuée et en 1964, Chypre sombre dans une guerre civile, des opérations d'épuration ethnique sont commises par la partie grecque, provoquant des représailles du côté turc.

## Déroulement
À partir de la fin de 1963, les violences dégénèrent, renforcées par les sentiments nationalistes des deux communautés et l'influence et de leurs voisins : l'Énosis grecque et le Taksim turc. À la mi-1964, le gouvernement chypriote grec prend conscience que les Chypriotes turcs reçoivent des armes par la voie maritime dans la région de Tylliria.
La Grèce assure au commandant de la Garde nationale chypriote, le colonel Georges Grivas, lui-même envoyé par Athènes, de son soutien à une intervention militaire contre les forces paramilitaires. Le 6 août 1964, la Garde nationale chypriote commence son attaque. Pendant deux jours, six canons de 25 livres, douze mortiers et deux patrouilleurs pilonnent la zone. Les incursions de la Garde nationale sont repoussées et les échanges de tir s'amenuisent.
Le 8 août, les forces aériennes turques interviennent pour briser le siège. Les deux patrouilleurs Phaéton et Arion sont pris pour cible dans la baie de Morphou, le premier prend feu, tuant sept membres d'équipage et en blessant plusieurs autres ; le second abat un jet turc et réussit à s'enfuir. Entre le 8 et le 9 août, l'aviation turque bombarde d'autres cibles dont des villages chypriotes grecs.
Le 10 août 1964, l'offensive est stoppée, l'exclave de Kókkina est réduite d'environ 50 à 60 % de sa taille originale mais les défenses internes ont tenu et son débarcadère est toujours opérationnel.

## Conséquences
Actuellement, Kókkina (en turc : turc : Erenköy) est une exclave auto-proclamée appartenant à la république turque de Chypre du Nord, reconnue seulement par la Turquie. C'est aujourd'hui une zone militaire dont l'accès est sous contrôle de la Force des Nations unies chargée du maintien de la paix à Chypre. Jusqu'il y a peu, elle n'était accessible que par la mer. Aujourd'hui, des Chypriotes turcs qui y résident - des militaires - y accèdent aussi par la route côtière  sous escorte de la Force des Nations unies chargée du maintien de la paix à Chypre et en tenue civile.